# Bad Sassendorf
Bad Sassendorf là một đô thị ở huyện Soest, trong Nordrhein-Westfalen, Đức.
Đô thị này tọa lạc khoảng 4 km về phía đông bắc của Soest. Dân cố cuối năm 2005 là 11.522 người.

## Các đô thị giáp ranh
- Anröchte
- Erwitte
- Lippetal
- Lippstadt
- Möhnesee
- Soest
- Warstein

## Các khu phố
Bad Sassendorf có 12 khu vực dân cư:
- Bad Sassendorf
- Bettinghausen
- Beusingsen
- Elfsen
- Gabrechten
- Heppen
- Herringsen
- Lohne
- Neuengeseke
- Opmünden
- Ostinghausen
- Weslarn

## Thành phố kết nghĩa
- Gaming (Áo)